# HD 128000
HD 128000，又名BD+56 1746，SAO 29191、HR 5442，是一颗恒星，视星等为5.76，位于銀經96.99，銀緯56.34，其B1900.0坐标为赤經14h 29m 23s，赤緯+55° 56.34′ 19″。